# Carretera Federal 15D
La Carretera Federal 15D, Carretera Internacional México 15 o Carretera México-Nogales, es una Autopista de cuota que recorre gran parte de México, desde la frontera con los Estados Unidos en Nogales, Sonora hasta la Ciudad de México, siendo de las más importantes del país, tiene una longitud de 1652 km. Es una alternativa de alta velocidad a la vecina Carretera Federal 15, ya que es de cuatro carriles de ancho.
La carretera federal 15D recorre los estados de Sonora, Sinaloa, Nayarit, Jalisco, Michoacán, Estado de México y Ciudad de México, forma parte del corredor CANAMEX, un corredor comercial que se extiende desde México hacia el norte a través de los Estados Unidos hasta la provincia de Alberta en Canadá.
Las autopistas y carreteras de acceso restringido son parte de la red federal de carreteras y se identifican mediante el uso de la letra “D” añadida al final del número de carretera.

## Sonora
Longitud = 697 KM
- Nogales
- Ímuris - Carretera Federal 2
- Magdalena de Kino
- Santa Ana - Carretera Federal 2
- Benjamín Hill
- Hermosillo - Carretera Federal 14 y Carretera Federal 16
- Guaymas
- Empalme
- Vicam
- Esperanza
- Ciudad Obregón
- Navojoa
- Estación Don

## Sinaloa
Longitud = 641 KM
- Emigdio Ruiz
- El Carrizo
- Chihuahuita
- San Miguel Zapotitlán
- Los Mochis
- Juan José Ríos
- Adolfo Ruiz Cortines
- Gabriel Leyva Solano
- Guasave
- Guamúchil
- Culiacán
- La Cruz
- Dimas
- Mazatlán
- Villa Unión - Carretera Federal 40
- El Rosario
- Escuinapa
- Ojo de Agua de Palmillas

## Nayarit
- Acaponeta
- Rosamorada
- Tepic - Carretera Federal 200, Carretera Nayarit 28
- Ixtlán del Río

## Jalisco
- Magadalena
- Zapopan
- Guadalajara
- Nicolás R. Casillas - Carretera Federal 54
- Santa Cruz de las Flores - Carretera Federal 54
- Acatlán de Juárez - Carretera Federal 54
- Jocotepec- Carretera a San Juan Cosalá, Ajijic, San Antonio Tlayacapan y Chapala
- San Pedro Tesistán
- San Cristóbal Zapotitlán
- San Luis Soyatlán
- Tuxcueca
- Tizapán el Alto

## Michoacán
- Palo Alto
- Cojumatlán de Régules
- Sahuayo - Carretera Federal 110
- Jiquilpan de Juárez - Carretera Federal 110
- Emiliano Zapata
- Villamar
- Tangamandapio
- Jacona de Plancarte
- Zamora - Carretera Federal 35 y Carretera a La Piedad
- Tangancícuaro
- Chilchota - Carretera Federal 37
- Uruapan - Carretera Federal 37
- Purépero - Carretera Federal 37
- Carapan - Carretera Federal 37
- Zacapu
- Tiríndaro
- Quiroga - Carretera Federal 120
- Capula - Carretera Federal 120
- Morelia - Carretera Federal 120
- Irapeo
- Huajúmbaro - Carretera a Santa María del Tule y Zinapécuaro
- Ciudad Hidalgo
- Turundeo
- Ocurio - Carretera a Jungapeo de Juárez
- San Felipe
- Zitácuaro - Carretera Federal 51

## Estado de México
- San Isidro Los Berros - Carretera a Valle de Bravo, Colorines, Ixtapan del Oro y Nuevo Santo Tomás
- Villa Victoria
- San Luis Almoloyan
- San Luis Mextepec - Carretera a San Miguel Zinancantepec y Carretera Federal 134
- Toluca - Carretera Federal 55 y Carretera Federal 134
- Lerma
- La Marquesa

## Ciudad de México
- San Lorenzo Acopilco
- Ciudad de México - Carretera Federal 55, Carretera Federal 57, Carretera Federal 85, Carretera Federal 113, Carretera Federal 115. Carretera Federal 127, Carretera Federal 132, Carretera Federal 134, Carretera Federal 136, Carretera Federal 147 y Carretera Federal 150